# Ježov
Ježov je priimek več oseb:
- Nikolaj Dimitrijevič Ježov, sovjetski general
- Nikolaj Ivanovič Ježov, poveljnik NKVD